# Banca Vilella
La Banca Vilella va ser una entitat financera reusenca creada el 1949 i fusionada amb el Banc de Biscaia el 1968.

## Història
El 1866, Joan Vilella Llauradó, comerciant reusenc, funda "Vilella Hermanos", un conjunt d'empreses que englobaven diferents sectors d'activitat, en particular relacionada amb els fruits secs i les farines. A més, havia fundat una petita empresa de refinat de petrolis que incorporà al grup. A partir de 1874, "Vilella Hermanos" va canviar el nom esdevenint "Juan Vilella y Compañía". La següent generació amplià el negoci i incorporà noves indústries al grup, com "La Vidriera Barcelonesa", "Gijón Fabril" i altres. El 1899 els hereus van reforçar la secció financera de l'empresa i canviaren el nom a "Juan Vilella, Sociedad en Comandita", que segueix fent negocis a la ciutat i a l'estat espanyol.
El 1926 els germans Joan i Gaietà Vilella reestructuren les empreses familiars, potencien la importació i refinat de petrolis que ja formava part del conglomerat, amb l'empresa "La Pennsilvània", funden l'empresa "Compañía Reusense de Automóviles La Hispania" i canvien la denominació: "Juan y Cayetano Vilella, S. en C.". Una secció de l'empresa es dedicava a temes bancaris.
El 1949, els germans Vilella funden la Banca Vilella, quan l'empresa familiar separa totalment el negoci bancari de la resta d'activitats empresarials. L'entitat es consolida fent de la defensa de l'economia agrícola i industrial de l'àrea d'influència de Reus, el punt sobre el que pivota l'activitat de la Banca Vilella. El 1950 adquireix una part dels baixos d'un immoble, cal Boule, al carrer de Llovera per a instal·lar-hi la seu central. El 1961 obre sucursal a Barcelona, el 1965 a Lleida, i a diverses ciutats de Catalunya, i també sucursals a Reus. L'entitat reusenca estava plenament consolidada i ho demostra el seu ritme de creixement. El 1966 un informe de la Banca destaca l'augment d'operacions de l'entitat durant el 1965 en què va créixer un 26,05% i un increment del passiu dels clients del 22,29% amb relació a l'exercici de 1964. Aquestes xifres tan positives van animar a la direcció a obrir sucursals. A més de la de Barcelona i Lleida, a Salt (Gironès) el 1967, durant el segon pla d'expansió també es van obrir oficines a Vila-seca, Cambrils, Gandesa i Riba-roja d'Ebre i a les quatre demarcacions catalanes
La mort de Gaietà Vilella el 1966 (el seu germà Joan havia mort el 1960) va portar els hereus, el 1968, a una negociació amb el Banco de Vizcaya, que coincideix amb una onada d'absorcions de la petita banca catalana, que va fer desaparèixer el Banc de Foment de Girona, el Banc de Mataró, el Banc de Tortosa, el Banc Comercial de Terrassa i el Banc de Valls, en una petita crisi que va provocar un nou enfonsament del sistema financer català tal com havia passat a inicis dels anys 30 amb la desaparició del Banc de Barcelona i del Banc de Reus, absorbit aquest últim, primer pel Banc de Catalunya i després pel Banc Hispano Colonial que alhora també van desaparèixer.
El 31 d'octubre de 1969 se signava l'absorció la xarxa d'oficines de la Banca Vilella a Catalunya per part del Banc de Biscaia, d'aquesta manera el banc basc va aconseguir ampliar de manera considerable la seva implantació a Catalunya. L'entitat basca va comprar cada acció de Banca Vilella per vint-i-dues vegades el seu import nominal.